# Stazione di Higashi-Hanazono
La stazione di Higashi-Hanazono (東花園駅?, Higashi-Hanazono-eki) è una stazione ferroviaria situata nella città di Higashiōsaka, nella prefettura di Osaka, in Giappone, appartenente alla linea Nara delle Ferrovie Kintetsu.

## Linee
Ferrovie Kintetsu
● Linea Kintetsu Nara

## Aspetto
La stazione è realizzata in superficie con quattro binari passanti e due marciapiedi a isola.
| 1-2 | ■ Linea Kintetsu Nara | per Ikoma, Yamato-Saidaiji, Kintetsu Nara e Tenri                             |
| 3-4 | ■ Linea Kintetsu Nara | per Tsuruhashi, Ōsaka Uehommachi, Ōsaka Namba, Amagasaki, Kōshien e Sannomiya |

## Stazioni adiacenti
| «                                            | Servizio               | »                   |
| Linea Kintetsu Nara                          | Linea Kintetsu Nara    | Linea Kintetsu Nara |
| -------------------------------------------- | ---------------------- | ------------------- |
| Kawachi-Hanazono                             | Locale                 | Hyōtan-yama         |
| Kawachi-Kosaka                               | Semiespresso sezionale | Hyōtan-yama         |
| Kawachi-Kosaka                               | Semiespresso           | Ishikiri            |
| L'espresso e l'espresso rapido non fermano 1 |                        |                     |

- 1: Nel caso di eventi presso il vicino stadio di rugby alcuni treni speciali fermano.